# Patinação artística nos Jogos Olímpicos de Inverno de 1928 - Individual feminino
A prova feminina da patinação artística nos Jogos Olímpicos de Inverno de 1928 foi disputada por 20 patinadoras de oito países.

## Medalhistas
| Ouro   | NOR Sonja Henie      |
| Prata  | AUT Fritzi Burger    |
| Bronze | USA Beatrix Loughran |

## Classificação final
| Pos. | Atleta                      |
| ---- | --------------------------- |
|      | NOR Sonja Henie             |
|      | AUT Fritzi Burger           |
|      | USA Beatrix Loughran        |
| 4    | USA Maribel Vinson          |
| 5    | CAN Cecil Smith             |
| 6    | CAN Constance Wilson-Samuel |
| 7    | AUT Melitta Brunner         |
| 8    | AUT Ilse Hornung            |
| 9    | GER Ellen Brockhöft         |
| 10   | USA Theresa Weld-Blanchard  |
| 11   | FRA Andrée Brunet-Joly      |
| 12   | GER Margrit Bernhardt       |
| 13   | NOR Edel Randem             |
| 14   | GBR Kathleen Shaw           |
| 15   | GER Else Flebbe             |
| 16   | NOR Karen Simensen          |
| 17   | AUT Grete Kubitschek        |
| 18   | GER Elly Winter             |
| 19   | SUI Elvira Barbey           |
| 20   | FRA Anita de St. Quentin    |